# I Muppet e il mago di Oz
I Muppet e il mago di Oz (The Muppets' Wizard of Oz) è un film per la televisione del 2005 diretto da Kirk R. Thatcher, avente come protagonisti i Muppet nel ruolo dei personaggi del romanzo Il mago di Oz di L. Frank Baum.

## Distribuzione
Negli Stati Uniti il film è stato trasmesso in anteprima il 27 aprile 2005 al Tribeca Film Festival ed e in seguito andato in onda il 20 maggio dello stesso anno su ABC. Verrà infine distribuito in DVD e VHS dalla Buena Vista Home Entertainment il 9 agosto 2005. In Italia è stato distribuito in DVD da Buena Vista il 18 maggio 2006.